# 기계천
기계천(杞溪川)은 경상북도 포항시 북구 기북면 성법리에서 발원하여 지방도 제921호선과 국도 제31호선의 길과 비슷하게 남쪽으로 흐르다가, 경주시 강동면 인동리의 형산강으로 흘러드는 대한민국의 지방하천이다. 한국 전쟁의 포항 전투 당시 미군의 기계천 폭격 사건의 희생자를 위로하는 위령제가 2010년부터 이 강 인근의 양동초등학교에서 매년 열리고 있다.

## 교량
기계천의 교량은 성법교, 덕동교, 오덕교, 구지교 (국도 제31호선), 인비교 (국가지원지방도 제69호선), 기계4교 (새만금포항고속도로), 고지교, 문성교, 달성교 (국가지원지방도 제68호선), 안락교, 제2강동대교 (국도 제28호선) 등이 있다.